# Соколов, Владислав Евгеньевич
Владислав Евгеньевич Соколов (1937 — 2021) — советский учёный и конструктор в области разработки ракетно-космической техники и организатор промышленности, кандидат технических наук (1978). Заместитель министра общего машиностроения СССР (1988—1991). Лауреат Государственной премии СССР (1981). Герой Социалистического Труда (1987).

## Биография
Родился 3 августа 1937 года в городе Сталинграде. 
С 1954 по 1958 год обучался в Харьковском электромеханическом техникуме. С 1958 года начал работать на Харьковском заводе №285. С 1958 по 1962 год проходил военную службу в рядах Советской армии.
С 1962 по 1967 год работал в должностях — старшего техника и регулировщика, с 1967 по 1972 год — старший инженер-исследователь и начальник лаборатории, с 1972 по 1977 год работал в должности заместителя главного инженера  Харьковского приборостроительного завода имени Т. Г. Шевченко Министерства общего машиностроения СССР. С 1962 по 1967 год без отрыва от основной работы обучался на заочном отделении Харьковского института радиоэлектроники. В 1976 году Указом Президиума Верховного Совета СССР «за выдающиеся достижения в создании новой техники» Владислав Евгеньевич Соколов был награждён Орденом Трудового Красного Знамени.
С 1977 по 1979 год работал в центральном аппарате Министерства общего машиностроения СССР, занимая должность заместителя начальника Десятого Главного управления по производству. С 1979 по 1988 год, в течение девяти лет, В. Е. Соколов был генеральным директором Харьковского производственного объединения «Коммунар» Министерства общего машиностроения СССР. Под руководством и при непосредственном участии В. Е. Соколова были организованы работы  по созданию систем управления ракетных и ракетно-космических комплексов. 
29 декабря 1981 года Постановлением ЦК КПСС и Совета Министров СССР «за создание специальной техники» Владислав Евгеньевич Соколов был удостоен Государственной премии СССР.
14 мая 1987 года «закрытым» Указом Президиума Верховного Совета СССР «за большие заслуги в создании, проведении испытаний и освоение серийного производства специальной техники» Владислав Евгеньевич Соколов был удостоен звания Героя Социалистического Труда с вручением Ордена Ленина и золотой медали «Серп и Молот».
С 1988 по 1991 год являлся заместителем министра общего машиностроения СССР. 
Помимо основной деятельности занимался и общественно-политической работой: был депутатом Харьковского областного Совета депутатов трудящихся и членом Харьковского областного комитета КП Украины. 
С 1992 г. по 2007 г. являлся генеральным директором организации СП "Монолит". После выхода на заслуженный отдых ученый до конца жизни жил в городе Москва. Умер 19 декабря 2021 года от пневмонии в возрасте 84 лет.

## Награды
- Медаль «Серп и Молот» (14.05.1987)
- Орден Ленина (14.05.1987)
- Орден Трудового Красного Знамени (1976)

### Премии
- Государственная премия СССР (29.12.1981)